# Cornelis Kalkman
Cornelis Kalkman (Delft, 5 maggio 1928 – Leida, 19 gennaio 1998) è stato un botanico olandese.

## Biografia
Kalkman frequentò la scuola superiore a L'Aia, dove conseguì nel 1946 il diploma. Dopo aver assolto il servizio di leva, nel 1948 intraprese lo studio della Botanica presso l'Università di Leida. Nel 1955 vi sostenne l'esame di dottorato in Biologia, per recarsi poi nel 1956 nella Nuova Guinea olandese ed essere impiegato nel 1959 presso l'erbario imperiale di Leida.
In questo periodo, per conto della Società botanica reale olandese (Koninklijke Nederlandse Botanische Vereniging) nel 1959 e nel 1966 intraprese delle spedizioni ai Monti Stella e al picco vulcanico Doma in Papua Nuova Guinea.
Già nel 1960 Kalkman tenne lezioni botaniche presso l'Università di Leida e il 28 aprile 1965 Kalkman conseguì il dottorato in Biologia sotto la guida di Cornelis Gijsbert Gerrit Jan van Steenis (1901–1986) con la tesi The old world species of Prunus subg. Laurocerasus including those formerly referred to Pygeum.
Inoltre, nel suo lavoro si specializzò sulla famiglia Rosaceae e la descrisse per la Flora Malesiana.
Ha inoltre partecipato come redattore a opere enciclopediche, in cui descrisse le piante della zona malese.
Il 24 novembre 1972 fu nominato professore dell'Università di Leida per la Botanica speciale, ruolo che assunse il 1º dicembre dello stesso anno, e tenne il suo discorso introduttivo sulla sistematica dell'erbario il 23 marzo 1973.
Tra gli incarichi, ottenne anche la direzione scientifica dell'erbario imperiale e nel 1980/81 fu decano della Facoltà di Scienze Matematiche e Naturali; in seguito, nel 1988, lasciò il suo incarico di direttore dell'erbario imperiale e dal 1989 al 1990 fu direttore scientifico dell'Orto botanico di Leida.
Per tre anni Kalkman fu presidente della Società botanica reale olandese.
Nel 1990 divenne professore emerito e il 12 novembre dello stesso anno andò in pensione.
Tuttavia, tenne ancora lezioni presso l'erbario imperiale. Dopo la sua morte, avvenuta il 19 gennaio 1998, il 23 gennaio fu sepolto presso il cimitero di Rhijnhof.

## Opere principali
- A plant-geographical analysis of the Lesser Sunda Islands, in: Acta Bot. Nedel., 1955, Jg. 4, pp. 200–225
- Verslag van de Sectie Bosbotanie betreffende een tournee naar de omgeving van Beriat (Onderafdeling Teminaboean) april/mei 1958, 1958
- Verslag van een tournee door de Onderafdeling Moejoe (febr. - maart - 1959), 1959
- Houtsoorten van Nieuw Guinea. Samenvatting van literatuur- en praktijkgegevens voor een dertigtal van de belangrijkste houtsoorten uit Nederlands Nieuw Guinea. 1959
- De plantenwereld van Nieuw-Guinea, Leida, 1960
- The old world species of Prunus subg. Laurocerasus including those formerly referred to Pygeum, Leida, 1965
- Botanical Exploration in the Doma Peaks Region, New Guinea, 1970
- Mossen en vaatplanten bouw, levenscyclus en verwantschappen van de Cormophyta, Utrecht, 1972
- Flora Malesiana: being an illustrated systematic account of the Malaysian flora including keys for determination, diagnostic descriptions, references to the literature, synonymy, and distribution, and notes on the ecology of its wild and commonly cultivated plants, Leida, 1958–1993, 13. ed.
- In Memoriam Professor H. J. Lam, in: Acta et Agenda. 1977, p. 474; Vakbl. Biologen. 1977, Jg. 57, p. 153; Blumea. Tijdschrift voor de Systematiek en de Geografie der Planten, Leida, 1977, Vol. 23, p. 203
- Rijksherbarium, 1829-1979. A jubilee volume, Leida, 1979
- De twee vragen van de Plantensystematiek, Leida, 1982
- In memoriam Dr. M. Jacobs, in: Blumea. Tijdschrift voor de Systematiek en de Geografie der Planten, Leida, 1983, Vol. 29, Nr. 1
- In memoriam C.G.G.J. Van Steenis (1901–1986), Leida, 1987
- In memoriam G. J. de Joncheere (1909–1989), in: Blumea. Tijdschrift voor de Systematiek en de Geografie der Planten, Leida, 1989, Vol. 34, Nr. 1
- Plantenkennis, Afscheidsrede Rijksuniversiteit Leiden, Leida, 1991
- C. Kalkman (Red: M.M. Nauta & R. van der Meijden), Planten voor dagelijks gebruik, Botanische achtergronden en toepassingen, KNNV Uitgeverij, Utrecht, 2003. ISBN 90-5011-159-9

## Onorificenze
Kalkman fu nominato cavaliere dell'Ordine del Leone dei Paesi Bassi.
Hermann Otto Sleumer denominò in suo onore la specie Dimorphanthera kalkmanii.